# 薩爾瓦多 (古巴)
薩爾瓦多（西班牙語：El Salvador）是古巴的城鎮，属關塔那摩省，南邻关塔那摩，面積637平方公里，海拔高度85米，2004年人口45,662，人口密度為每平方公里71.7人。